# Heiko Mell
Heiko Mell (* 4. September 1942 in Kolmar) ist ein deutscher Personalberater und Buchautor. Als freier Mitarbeiter der VDI-Nachrichten verantwortet er die Serie Karriereberatung, in der er seit 1984 wöchentlich Fragen von Ingenieuren zu diesem Thema beantwortet. Dabei versucht er unter anderem, den Lesern die Sichtweise von Arbeitgebern verständlich zu machen und daraus Empfehlungen für karriererelevante Entscheidungen abzuleiten.
Als Redner ist er häufig auf Veranstaltungen des VDI zu Fragen der praxisorientierten Ingenieursausbildung präsent.

## Leben
Mell wuchs als Flüchtlingskind aus den Ostgebieten in der Sowjetischen Besatzungszone und späteren DDR auf und absolvierte dort bis zur 10. Klasse die Oberschule. Sein Vater starb im Zweiten Weltkrieg, seine Mutter 1957. Daraufhin zog er zu seiner Großmutter nach Meckenheim, die seine Vormundschaft übernahm.
Er absolvierte ein zweijähriges Praktikum im Maschinenbau, besuchte die Ingenieurschule und erwarb einen Abschluss, der dem heutigen Wirtschaftsingenieur ähnlich, allerdings nicht akademisch ist. Anschließend war er fünf Jahre bei der Klöckner-Humboldt-Deutz AG tätig, zuletzt als Leiter Grundsatzfragen des Personalwesens. Als sich sein Vorgesetzter als Personalberater selbstständig machte, trat Mell in dessen Unternehmen ein und wurde später Teilhaber, dann Alleininhaber der heutigen Heiko Mell & Co GmbH in Rösrath.
Mell schrieb mehrere Bücher zu den Themen Karriereplanung und Personalberatung. Seit 2004 besitzt er die Ehrendoktorwürde der Otto-von-Guericke-Universität Magdeburg, wo er seit 1996 Vorlesungen über „Spielregeln“ für Bewerbung, Beruf und Karriere hält. Im April 2016 erhielt Mell für seine Karriereberatung in den VDI-Nachrichten das Bundesverdienstkreuz am Bande.
Mell ist verheiratet und hat zwei Söhne.

## Veröffentlichungen (Auswahl)
- Karriere und Bewerbung. Die großen Fehler – und wie man sie vermeidet.  Handelsblatt, Düsseldorf [1987]
- Bewerbung auf dem Prüfstand. Insider-Informationen zur Bewerbungstechnik. Schäffer, Stuttgart 1988, ISBN 3-8202-0466-0
- Bewerben, Beruf, Karriere. 300 praxisbewährte Regeln zum Erfolg. VDI-Verlag, Düsseldorf 1990, ISBN 3-18-400943-2
- Karriereplanung. 50 Fallbeispiele in der Analyse. Schäffer, Stuttgart 1990, ISBN 3-8202-0570-5
- Manager im Karrierekonflikt. Krisenbewältigung und Karriereförderung in der Praxis. Schäffer, Stuttgart 1991, ISBN 3-8202-0638-8
- Spielregeln für Beruf und Karriere. Erfolgreich durchs Berufsleben. 4. Auflage. Springer, Berlin u. a. 2013, ISBN 978-3-642-41548-7 (e-Book), ISBN 978-3-642-41547-0.
- Erfolgreiche Karriereplanung. Praxistipps für Bewerbung, Beruf und Karriere vom erfahrenen Personalberater. 2. Auflage. Springer, Berlin u. a. 2014, ISBN 978-3-642-54261-9 (e-Book), ISBN 978-3-642-54260-2. (Schwerpunkt Selbsttest).

## Auszeichnungen
- Bundesverdienstkreuz am Bande (2016)